# Пристайлівська сільська рада
Приста́йлівська сільська́ ра́да — колишній орган місцевого самоврядування в Лебединському районі Сумської області. Адміністративний центр — село Пристайлове.

## Загальні відомості
- Населення ради: 818 осіб (станом на 2001 рік)

## Населені пункти
Сільській раді підпорядковані населені пункти:
- с. Пристайлове
- с. Барабашівка
- с. Гірки
- с. Шевченкове

## Склад ради
Рада складається з 12 депутатів та голови.
- Голова ради: Снаткіна Оксана Миколаївна
- Секретар ради: Ніколаєнко Ганна Євгеніївна

### Керівний склад попередніх скликань
| Прізвище, ім'я, по батькові  | Основні відомості                                                 | Дата обрання | Дата звільнення |
| ---------------------------- | ----------------------------------------------------------------- | ------------ | --------------- |
| Калініченко Павло Прокопович | Сільський голова, 1951 року народження                            | 26.03.2006   | 31.10.2010      |
| Снаткіна Оксана Миколаївна   | Сільський голова, 1973 року народження, освіта вища, позапартійна | 31.10.2010   |                 |

Примітка: таблиця складена за даними сайту Верховної Ради України